# Selenia glabra
Selenia glabra là một loài bướm đêm trong họ Geometridae.